# Jarosław Józef Szczepański
Jarosław Józef Szczepański (ur. 19 sierpnia 1950 w Warszawie) – polski dziennikarz i publicysta ekonomiczny.

## Życiorys
Absolwent historii na Uniwersytecie Warszawskim (1973) oraz podyplomowych studiów dziennikarskich (1977). Początkowo zatrudniony jako bibliotekarz, publikował też w prasie studenckiej, był również nauczycielem historii w Technikum Elektrycznym w Warszawie.
Od 1975 pracował w „Expresie Wieczornym”, zajął się tematyką gospodarczą w tym kwestiami związanymi z górnictwem. W 1981 był kierownikiem działu informacyjnego, a w 1989 sekretarzem redakcji „Tygodnika Solidarność”. Publikował pod pseudonimami Sztraba, Śleper, Czesław Pstrowski, Jakub Kon, Globtrotter, JJS, Jotes, Szczepan. Od 1982 do 1989 współpracował z wydawnictwami drugiego obiegu (tj. „Tygodnik Wojenny”, „Tygodnik Mazowsze”, „Przegląd Wiadomości Agencyjnych”, „Spectator” i inne), redagował w połowie lat 80. wydawany na Śląsku periodyk „Górnik Polski”. Od 1983 pracował w miesięczniku „Powściągliwość i Praca”.
W 1989 był uczestnikiem obrad Okrągłego Stołu jako sekretarz podzespołu górniczego z ramienia strony solidarnościowej. Po utworzeniu rządu Tadeusza Mazowieckiego objął stanowisko zastępcy dyrektora biura prasowego, następnie pracował jako komentator ekonomiczny Radia Wolna Europa. Był też zastępcą redaktora naczelnego „Nowej Europy”. Od 1993 do 1997 kierował redakcjami ekonomicznymi Radia-Info i Radia dla Ciebie. Prowadził telewizyjne programy gospodarcze, zajmował się także publicystyką w prasie. W latach 1997–2000 pracował jako waszyngtoński korespondent polskich mediów. Od 2000 do 2002 zajmował stanowisko wicedyrektora Telewizyjnej Agencji Informacyjnej, był rzecznikiem prasowym zarządu Telewizji Polskiej (2004–2006). Był doradcą medialnym Bronisława Komorowskiego, w latach 2007–2008 był dyrektorem Biura Prasowego Kancelarii Sejmu. W 2010 założył firmę konsultingową. W 2020 był gospodarzem autorskiej audycji na antenie rozgłośni Halo.Radio. W latach 2022–2023 prowadził autorski program publicystyczny Istota rzeczy w telewizji News24. Został też autorem programów publicystycznych w serwisie Reset Obywatelski.
Laureat Nagrody im. Jerzego Zieleńskiego za pracę dziennikarską dotyczącą polskiego górnictwa (1988). W 2011 odznaczony Krzyżem Kawalerskim Orderu Odrodzenia Polski. Od 2009 do 2014 był przewodniczącym polskiej loży Żydowskiego Stowarzyszenia B'nai B'rith.
W latach 1994–2000 był mężem Doroty Warakomskiej.

## Wybrane publikacje
- O strajku, „Manifeście Lipcowym”, Jastrzębiu i tym, co się tam działo do stanu wojennego opowiada Tadeusz Jedynak, Fundacja Instytut Kultury Popularnej, Poznań 2021, ISBN 978-83-960454-4-7.
- Górnik polski. Ludzie z pierwszych stron gazet, Iskry, Warszawa 2005, ISBN 978-83-207-1780-8.
- Ostatnia wyspa komunizmu. Jan Paweł II na Kubie (współautor z Dorotą Warakomską), Znak, Kraków 1998, ISBN 83-7006-801-4.